# Zhu Yaming
Zhu Yaming (chiń. 朱亚明; ur. 4 maja 1994 w Hulun Buir) – chiński lekkoatleta, trójskoczek. Wicemistrz olimpijski, brązowy medalista mistrzostw świata, dwukrotny medalista mistrzostw Azji, złoty medalista igrzysk azjatyckich.

## Kariera
Pierwsze starty z udziałem Chińczyka odbyły się w 2015 roku, wówczas startował on głównie w krajowych zawodach, na których zajmował odlegle pozycje. Dwa lata później pierwszy raz w karierze wystąpił w imprezie sportowej rozgrywanej poza terytorium Chin, uczestnicząc w lekkoatletycznych mistrzostwach Azji w Bhubaneswar. Na tym czempionacie wywalczył zloty medal. W 2018 wystartował w halowych mistrzostwach świata, gdzie w finale zajął 7. pozycję. W 2019 roku wywalczył tytuł wicemistrza Azji oraz zdobył złoty medal światowych wojskowych igrzysk sportowych.
W 2021 wziął udział w letnich igrzyskach olimpijskich, na których udało mu się wywalczyć srebrny medal – eliminacje wygrał w swojej grupie (uzyskał na nich wynik 17,11 m), w finale zaś zajął 2. pozycję z rezultatem 17,57 m i tym samym przegrał jedynie z Portugalczykiem Pedro Pablo Pichardo.
W 2017 i 2021 zdobył tytuł mistrza Chin, natomiast w 2019 roku został halowym mistrzem swego kraju.

## Osiągnięcia
| Rok     | Zawody                              | Miasto      | Miejsce | Wynik |
| ------- | ----------------------------------- | ----------- | ------- | ----- |
| 2017    | Mistrzostwa Azji                    | Bhubaneswar | 1.      | 16,82 |
| 2018    | Halowe mistrzostwa świata           | Birmingham  | 7.      | 16,87 |
| 2018    | Igrzyska azjatyckie                 | Dżakarta    | 8.      | 16,11 |
| 2019    | Mistrzostwa Azji                    | Doha        | 2.      | 16,87 |
| 2019    | Mistrzostwa świata                  | Doha        | 7. H    | 16,79 |
| 2019    | Światowe wojskowe igrzyska sportowe | Wuhan       | 1.      | 17,09 |
| 2021    | Igrzyska olimpijskie                | Tokio       | 2.      | 17,57 |
| 2022    | Mistrzostwa świata                  | Eugene      | 3.      | 17,31 |
| 2023    | Mistrzostwa świata                  | Budapeszt   | 4.      | 17,15 |
| 2023    | Igrzyska azjatyckie                 | Hangzhou    | 1.      | 17,13 |
| 2024    | Halowe mistrzostwa świata           | Glasgow     | 7.      | 16,72 |
| 2024    | Igrzyska olimpijskie                | Paryż       | 10.     | 16,76 |
| 2025    | Halowe mistrzostwa świata           | Nankin      | 2.      | 17,33 |
| 2025    | Mistrzostwa Azji                    | Gumi        | 1.      | 17,06 |
| Źródło: |                                     |             |         |       |

## Rekordy życiowe
- trójskok – 17,57 (5 sierpnia 2021, Tokio)
- trójskok (hala) – 17,36 (17 marca 2023, Tiencin)

Źródło: .